# Viktor von Metternich
El príncipe Viktor von Metternich (15 de enero de 1803- 30 de noviembre de 1829) fue un noble austríaco, hijo primogénito de Klemens, príncipe de Metternich, canciller del Imperio austríaco e importante político de la Europa de la Restauración.

## Biografía
Fue uno de los vástagos del matrimonio formado por el conde Klemens von Metternich (después I príncipe de Metternich) y la condesa Eleonore von Kaunitz. Los otros hijos del matrimonio fueron:
- Maria Leopoldina (1797-1820), casada el 15 de septiembre de 1817, con el príncipe József Esterházy (1791-1847);
- Franz (1798-1799);
- Clemens Eduard (1799-1799);
- Clementine (1804-1820);
- Marie Antonia (1806-1829);
- Leontine (1811-1861), casada el 8 de febrero de 1835 con el conde Móricz Sándor de Szlavnicza (1805-1878), con descendencia;
- Hermine (1815-1890) canonesa en la Institución de Damas Nobles de Saboya (Savoysche Damenstift) en Viena.

En 1821 era su preceptor, Ernst Niebauer.
Hacía 1822 comenzó una relación con Claire de Maillé de La Tour-Landry, duquesa consorte de Castries. Fruto de esta relación nacería en 1827 un hijo, Roger.
Como su padre, decidió seguir la carrera diplomática. En diciembre de 1825 fue nombrado por Francisco I de Austria como agregado a su embajada ante el rey de Francia en París.
Hacia finales de 1828 comenzó a tener problemas de salud. Pasó una temporada en Nápoles con objeto de mejorar su estado de salud. En enero de 1829 nació otro hijo varón, Richard, fruto del segundo matrimonio de su padre con Maria Antonia von Leykam. 
Finalmente murió en Viena el 30 de noviembre de 1829. Su hijo Roger quedaría bajo la tutoría de su padre.

## Órdenes y cargos

### Órdenes
- Caballero de la Orden de San Juan vulgo de Malta.[1][6]

### Cargos
- Chambelán del emperador de Austria (1825)[6]
- Agregado a la embajada del emperador de Austria ante el rey de Francia (1825-¿1828?)[6]

### Individuales
1. 1 2  «Almanach de Gotha pour l'année 1828». Almanach de Gotha (en francés): 159-160. 1828.
2. ↑  «Fremdem Anzeige». Salzburger Zeitung. 26 de junio de 1821. p. 504.
3. ↑  Thoorens, Léon (1 de enero de 1959). La vie passionnée de Honoré de Balzac (en francés). (Seghers) réédition numérique FeniXX. ISBN 978-2-232-14236-9. Consultado el 27 de octubre de 2023.
4. ↑  Berry, Madeleine (1 de enero de 1972). Balzac (en francés). FeniXX réédition numérique. ISBN 978-2-307-04064-4. Consultado el 27 de octubre de 2023.
5. ↑  «Wien, den 14. Dezember». Kais. Königl. Schlesische Troppauer-Zeitung (en alemán) (102). 23 de diciembre de 1825. p. 1.
6. 1 2 3 4  «Almanacco Imperiale Reale: Per L' Anno». Almanacco Imperiale Reale (en italiano) (Imp. R. Stamperia): 216. 1828. Consultado el 27 de octubre de 2023.
7. ↑  Siemann, Wolfram (1 de noviembre de 2019). Metternich: Strategist and Visionary (en inglés). Harvard University Press. p. 728. ISBN 978-0-674-24591-4. Consultado el 27 de octubre de 2023.